# No Lie
Singles par Sean Paul
Rockabye
(2016) Tek Weh Yuh Heart
(2016)
Singles par Dua Lipa
Blow Your Mind (Mwah)
(2016) Scared to Be Lonely
(2017)
Clip vidéo
[vidéo] « No Lie », sur YouTube
No Lie est une chanson du rappeur jamaïcain Sean Paul en featuring avec la chanteuse britannique Dua Lipa. Elle est sortie le 18 novembre 2016 en tant que premier single de l'EP de Sean Paul Mad Love the Prequel (en). La chanson est également parue dans la réédition en 2018 de l'album éponyme de Dua Lipa.

## Liste de titres
| 1. | No Lie (featuring Dua Lipa) | Sean Paul Henriques, Andrew Jackson, Emily Warren, Jamie "Sermstyle" Sanderson, Philip Kembo | 3:41 |

| A. | No Lie (featuring Dua Lipa)              | Sean Paul Henriques, Andrew Jackson, Emily Warren, Jamie "Sermstyle" Sanderson, Philip Kembo                                       | 3:41 |
| B. | Tek Weh Yuh Heart (featuring Tory Lanez) | Henriques, Bennett, Keaveny, Daystar Peterson, Moses Anthony Davis, Gwendolyn Lorraine Bunn, Ashton Combs, Anthony St. Aubyn Kelly | 3:46 |

| 1. | No Lie (Sam Feldt Remix)         | 2:52 |
| 1. | No Lie (Delirous & Alex K Remix) | 4:18 |

## Crédits
Crédits adaptés depuis Tidal.
| Musiciens - Sean Paul Henriques – voix, écriture, composition - Dua Lipa – voix - Andrew Jackson – écriture, composition - Emily Warren (en) – écriture, composition - Jamie "Sermstyle" Sanderson (en) – écriture, composition - Philip Kembo – écriture, composition, production | Production - Jamie "Sermstyle" Sanderson – écriture, composition - Philip Kembo – écriture, composition, production - Paul Bailey – ingénieur du son, personnel du studio - Barry Grint – ingénieur de mastérisation, personnel du studio - James Royo – mixage audio, personnel du studio |

## Classements
| Classement (2016–17)                    | Meilleure position |
| --------------------------------------- | ------------------ |
| Allemagne (GfK Entertainment)           | 10                 |
| Autriche (Ö3 Austria Top 40)            | 13                 |
| Belgique (Flandre Ultratop 50 Singles)  | 44                 |
| Belgique (Wallonie Ultratop 50 Singles) | 18                 |
| Bulgarie (PROPHON)                      | 3                  |
| Canada (Digital Songs)                  | 20                 |
| Colombie (National-Report)              | 45                 |
| Écosse (OCC)                            | 9                  |
| France (SNEP)                           | 28                 |
| Hongrie (Rádiós Top 40)                 | 2                  |
| Hongrie (Single Top 40)                 | 9                  |
| Hongrie (Dance Top 40)                  | 10                 |
| Irlande (IRMA)                          | 31                 |
| Italie (FIMI)                           | 11                 |
| Mexique (Mexico Airplay)                | 27                 |
| Pays-Bas (Nederlandse Top 40)           | 10                 |
| Pays-Bas (Single Top 100)               | 14                 |
| Pologne (ZPAV)                          | 6                  |
| Portugal (AFP)                          | 66                 |
| Roumanie (Media Forest)                 | 8                  |
| Royaume-Uni (UK Singles Chart)          | 10                 |
| Russie (Tophit Airplay)                 | 7                  |
| Slovaquie (IFPI Rádio)                  | 19                 |
| Slovaquie (IFPI Singles Digitál)        | 29                 |
| Slovénie (SloTop50)                     | 28                 |
| Suisse (Schweizer Hitparade)            | 32                 |
| Tchéquie (IFPI Rádio)                   | 2                  |
| Tchéquie (IFPI Singles Digitál)         | 48                 |
| Venezuela (National-Report)             | 63                 |

| Classement (2017)              | Position |
| ------------------------------ | -------- |
| Allemagne (GfK Entertainment)  | 83       |
| Belgique (Wallonie Ultratop)   | 75       |
| Hongrie (Dance Top 40)         | 23       |
| Hongrie (Rádiós Top 40)        | 40       |
| Hongrie (Single Top 40)        | 39       |
| Israël (Media Forest)          | 21       |
| Italie (FIMI)                  | 16       |
| Pays-Bas (Nederlandse Top 40)  | 62       |
| Pologne (ZPAV)                 | 39       |
| Royaume-Uni (UK Singles Chart) | 67       |
| Suisse (Schweizer Hitparade)   | 65       |

### Certifications
| Région | Certification | Ventes/Streams |
| --- | ------------- | -------------- |
| Allemagne (BVMI) | Platine       | 400 000‡       |
| Autriche (IFPI Autriche) | Or            | 15 000*        |
| Danemark (IFPI Danmark) | Or            | 45 000‡        |
| France (SNEP) | Platine       | 133 333‡       |
| Italie (FIMI) | 4 × Platine   | 200 000‡       |
| Pays-Bas (NVPI) | Platine       | 40 000^        |
| Royaume-Uni (BPI) | Platine       | 600 000‡       |
| *Ventes selon la certification ^Mise en rayon selon la certification xNon précisé par la certification ‡ventes/streaming selon la certification |               |                |